# Избица-Куявска

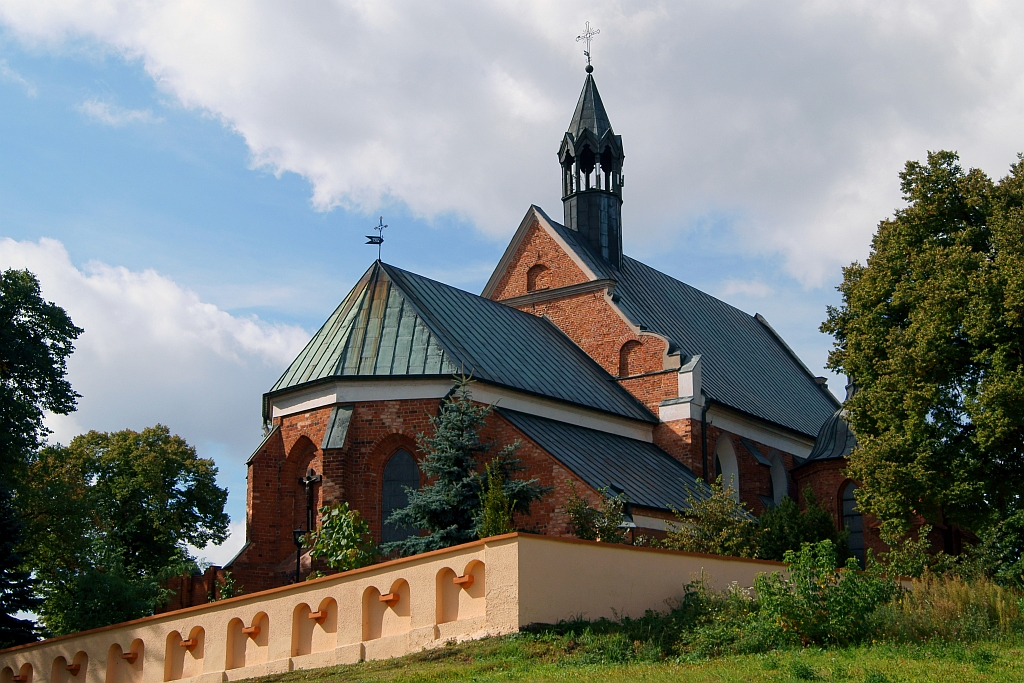
Католический костёл в Избица-Куявска

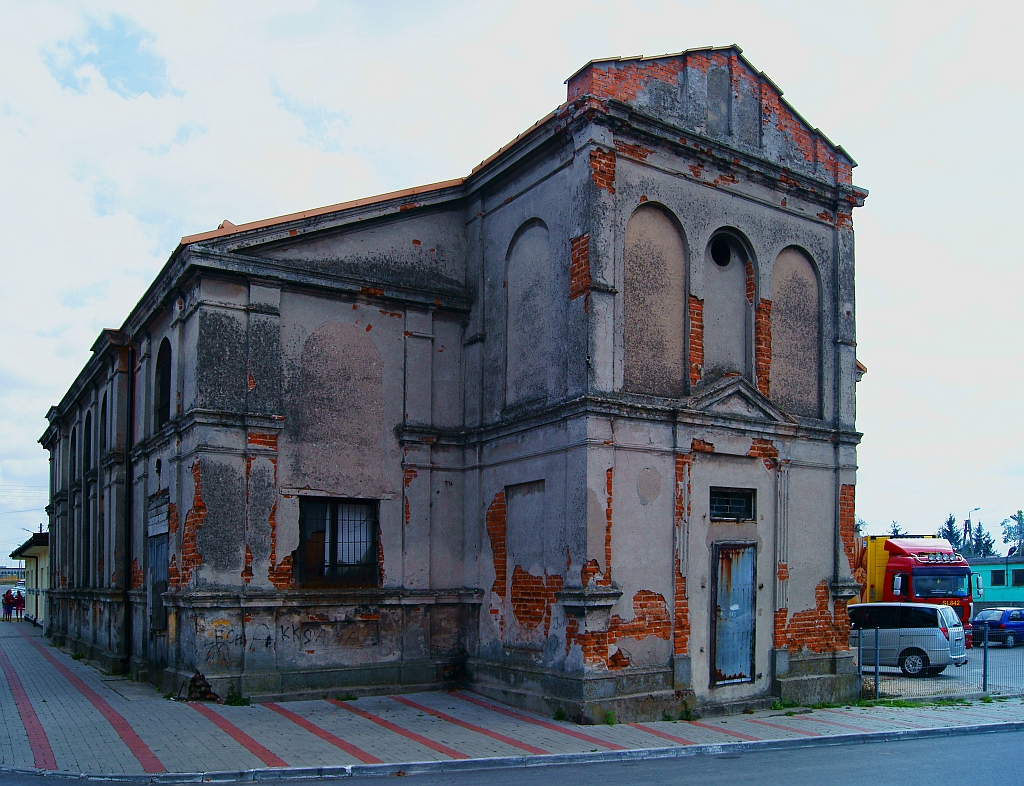
Старая синагога в Избица-Куявска

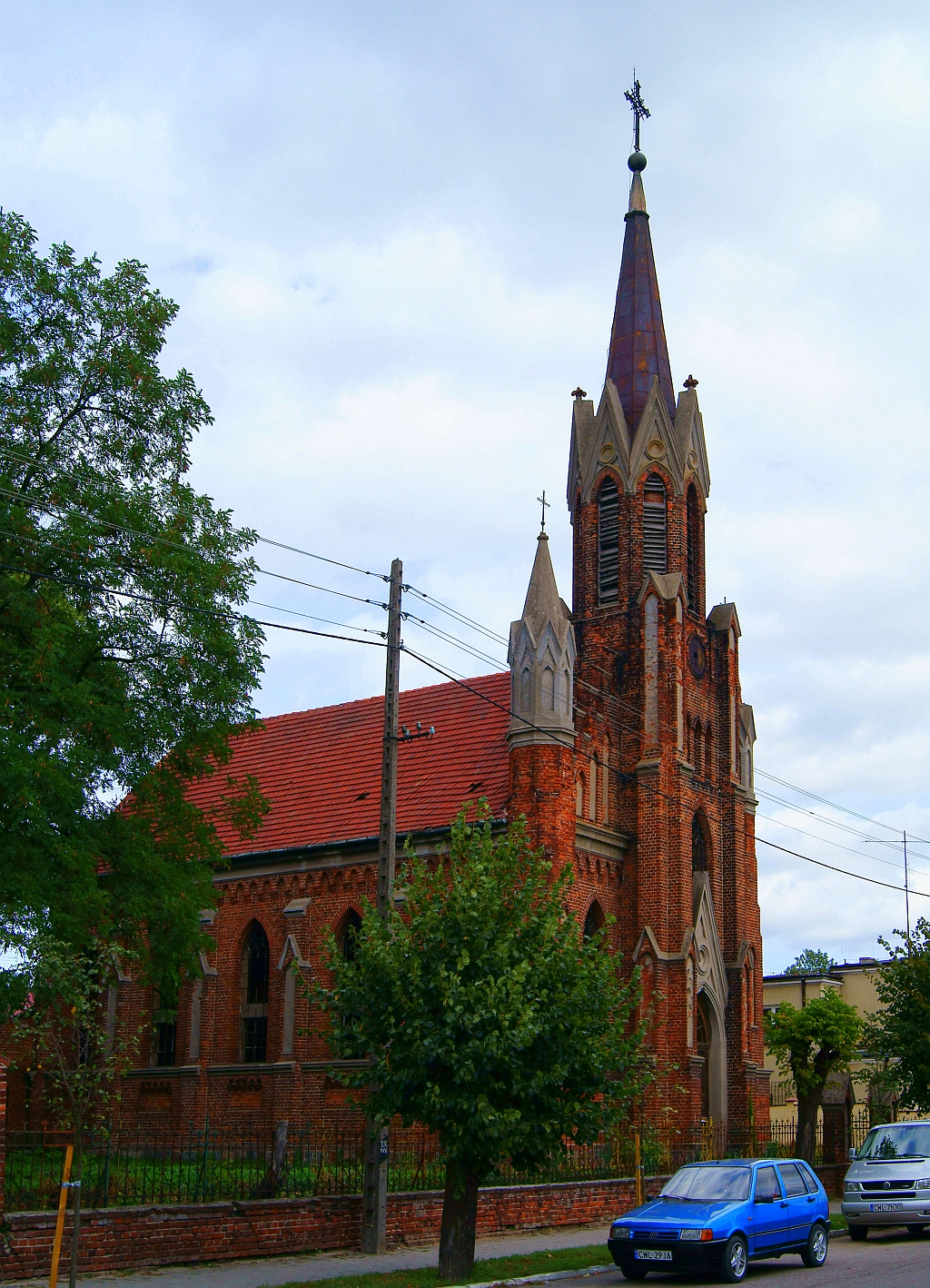
Евангелистская церковь в Избица-Куявска

Избица-Куявска (пол. Izbica Kujawska) — город в Польше, входит в Куявско-Поморское воеводство, Влоцлавский повят. Имеет статус городско-сельской гмины. Занимает площадь 2,26 км². Население — 2808 человек (на 2004 год).
Во время Второй мировой войны на территории города нацисты организовали гетто. Оно существовало с 1940 года по 15 января 1942 года. Практически все его узники, около тысячи человек, были отправлены на уничтожение в лагерь смерти Хелмно.